# Parque nacional Lago Nakuru
El Parque Nacional Lago Nakuru es un parque nacional situado en Kenia, ubicado a 157 km de Nairobi, cerca del municipio de Nakuru, en el condado del mismo nombre. Dentro de su perímetro se encuentra el lago Nakuru, conocido por su antigüedad geológica y por su alcalinidad. La zona del lago es refugio de aves migratorias, particularmente de flamencos. El ornitólogo Roger Tory Peterson dijo que cuando se reúnen varios millones de flamencos forman El más grande espectáculo del mundo. La palabra Nakuru significa "polvoriento" en maasai.
Las aguas del lago son muy alcalinas y solo son habitadas por algunas especies de algas y zooplanctons, en gran abundancia.
El parque tiene tres campamentos, en las cercanías hay un refugio juvenil y bastantes hoteles. También hay instalaciones para alojamiento y laboratorio para investigadores que trabajan en el parque en diferentes proyectos.